# New Orleans Piano Professor
New Orleans Piano Professor — студийный альбом пианиста Татса Вашингтона, выпущенный в 1983 году в США. Единственный альбом музыканта, записанный под собственным именем. Лауреат 5th Annual Blues Awards 1984 года в номинации «Альбом традиционного блюза» .

## Об альбоме
Альбом был записан в марте 1983 года на Ultrasonic Studios в Нью-Орлеане и является полностью акустическим и, за исключением «рискованной» «Papa Yellow Blues», инструментальным. Выбор сольных фортепианных произведений варьируется от традиционного блюза до джазовых стандартов .
«Это его единственный настоящий студийный альбом за всю его долгую карьеру. Незадолго до смерти он пришёл в Ultrasonic Studios один, сел на фортепиано и дал полный обзор своего обширного репертуара» . 
Альбом был перевыпущен на CD, будучи дополнен ещё 8 композициями, записанными в ходе той же сессии. Он стал «самым большим проектом музыканта, с 23 песнями, охватывающими все от спиричуэлс до традиционных джазовых номеров, поп-композиций, новых мелодий, блюза и кантри. Вашингтон сыграл их все без пауз, демонстрируя смесь буги-вуги и риффов баррелхауса, R&B, блюза и элементов госпела, афро-латинских и карибских ритмических акцентов, а также джазовых фразировок и приёмов» .

## Список композиций
| №  | Название                                        | Автор(ы)                                                | Длительность |
| -- | ----------------------------------------------- | ------------------------------------------------------- | ------------ |
| 1. | «Arkansas Blues»                                | Татс Вашингтон                                          | 3:08         |
| 2. | «Do You Know What It Means To Miss New Orleans» | Эдди Деланж, Луис Алтер                                 | 2:43         |
| 3. | «Honky Tonk»                                    | Билл Доггетт, Билли Батлер, Клиффорд Скотт, Шеп Шепхерд | 3:20         |
| 4. | «On The Sunny Side Of The Street»               | Джимми Макхью, Дороти Филдс                             | 2:26         |
| 5. | «Wolverine Blues»                               | Бенджамин Спайкс, Джелли Ролл Мортон, Джон Спайкс       |              |
| 6. | «Mr. Freddie Blues»                             | Татс Вашингтон                                          |              |
| 7. | «Papa Yellow Blues»                             | Татс Вашингтон                                          |              |

| №   | Название                         | Автор(ы)                                          | Длительность |
| --- | -------------------------------- | ------------------------------------------------- | ------------ |
| 8.  | «Frankie And Johnny»             | народная                                          | 2:18         |
| 9.  | «Georgia On My Mind»             | Хоги Кармайкл                                     | 2:20         |
| 10. | «Tee Nah Nah»                    | Татс Вашингтон                                    | 1:54         |
| 11. | «Santa Fe Blues»                 | Татс Вашингтон                                    |              |
| 12. | «I Cover The Waterfront»         | Эдвард Хейнман, Джонни Грин                       | 1:54         |
| 13. | «Forty-Four Blues»               | народная                                          | 1:59         |
| 14. | «Tin Roof Blues»                 | Фрэнк Мелроуз, Лью Поллак, Мел Штицель, Пол Марес | 1:59         |
| 15. | «When The Saints Go Marching In» | народная                                          | 1:59         |

## Участники записи
- Татс Вашингтон  — фортепиано, вокал (A7), аранжировки народных песен

Производство
- Джефф Ханнуш — продюсер, аннотация
- Джей Галлахер — звукооператор
- Гленн Бергер  — мастеринг
- Скотт Биллингтон — дизайн конверта, фотография
- Ли Крам — фотография